# Regeneração (kommun)
Regeneração är en kommun i Brasilien.   Den ligger i delstaten Piauí, i den östra delen av landet, 1 200 km nordost om huvudstaden Brasília. Antalet invånare är 17 576.
Följande samhällen finns i Regeneração:
- Regeneração

Omgivningarna runt Regeneração är huvudsakligen savann. Runt Regeneração är det glesbefolkat, med 14 invånare per kvadratkilometer.